# Armero (profesión)

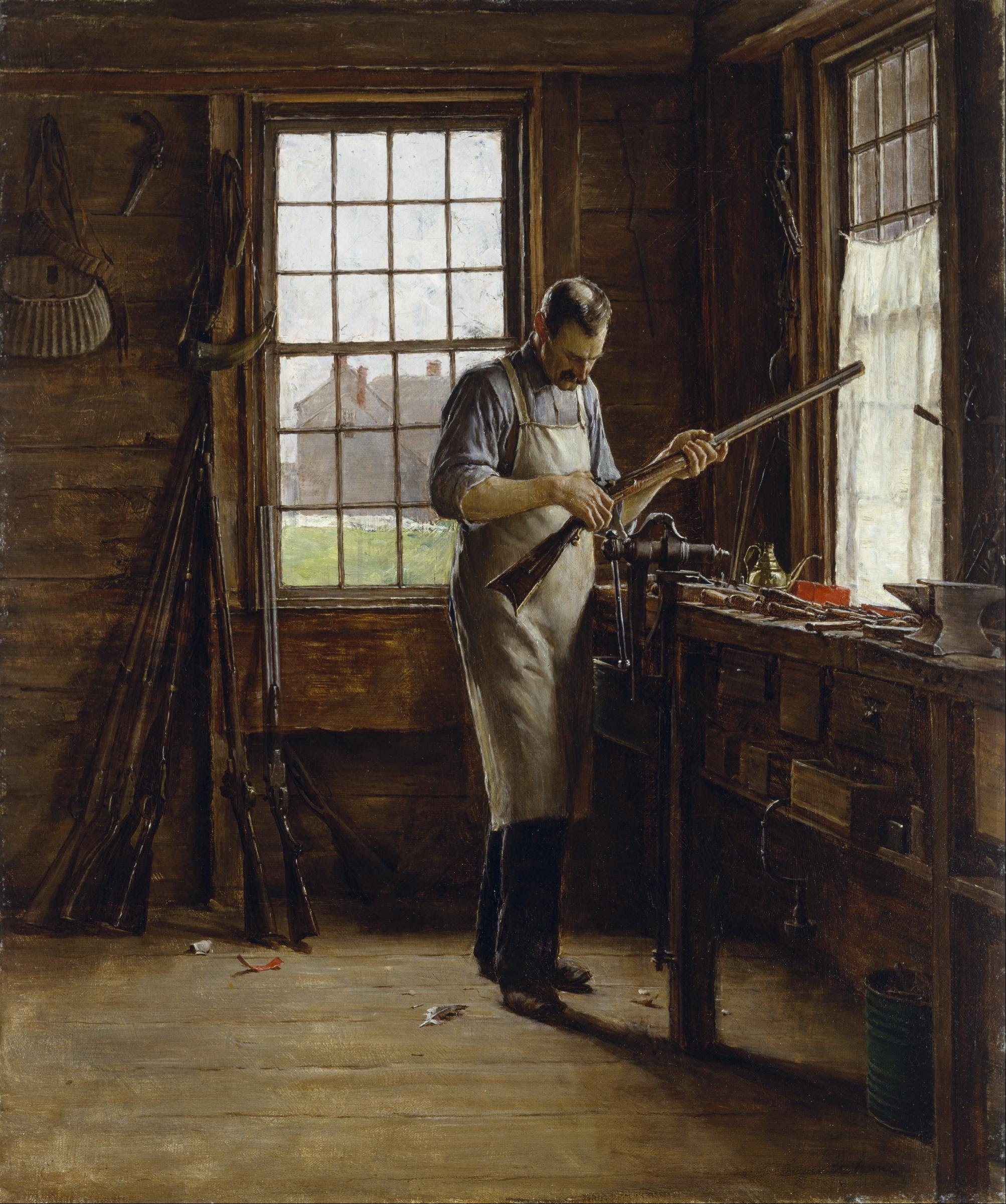
Taller del armero

Un armero es la persona dedicada a la fabricación, reparación, venta o limpieza de armas. Un armero hace reparaciones a nivel de fábrica, actualizaciones (como la aplicación de acabados metálicos, etc..), y también hace modificaciones y alteraciones para usos especiales. Los armeros son también responsables de añadir diferentes accesorios a las armas, p.e. relieves, grabados u otros elementos decorativos.

## Clasificaciones previas
A partir de la definición de armero más genérica y, considerando todas las épocas, los armeros pueden ser diferenciados entre los que fabrican armas individuales y los que hacen armas colectivas (que necesitan dos o más personas para hacerlas funcionar).
Otra clasificación es posible: Hay armeros “militares” (que trabajan para un ejército , un estado, una autoridad política) y armeros “civiles” (artesanos que trabajan por su cuenta y que vienen directamente sus productos).
La profesión de armero, en la actualidad, hace referencia a los armeros civiles relacionados con armas de fuego individuales. Principalmente dedicados a las armas “civiles” y deportivas.
Los armeros militares, con varias denominaciones y legislación dependiente del país en que trabajan, son “maestros armeros con graduación militar”.

### Clasificaciones históricas
Los fabricantes de armas individuales hay que estudiarlos según las épocas tradicionales y las armas correspondientes:
- Edad de Piedra antigua
- Neolítico
- Edad del Bronce
- Edad del Hierro
- Edad mediana
  - Aplicación de la pólvora a las armas: las armas de fuego
- Renacimiento
- Época preindustrial
- Época industrial
- Primera Guerra Mundial
- Primera Guerra Mundial
- Desde finales de la Segunda Guerra Mundial hasta la actualidad.

## Especialidades
Un armero puede trabajar en:

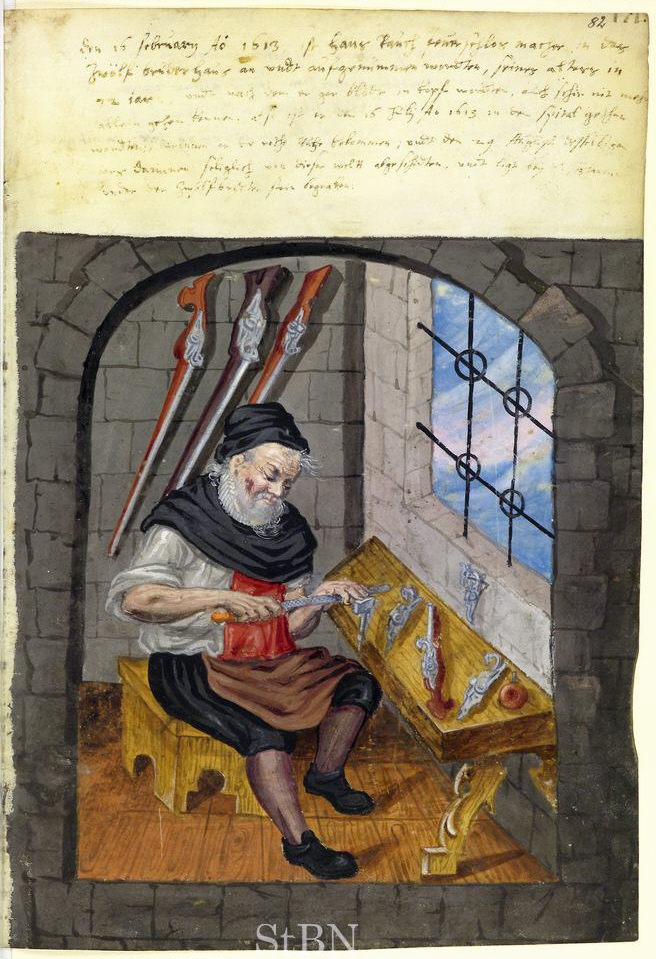
Un armero trabajando, 1613

- Las fábricas de fabricantes de armas de fuego;
- En armerías militares o de policía;
- Almacenes de artículos deportivos (caza);
- Pequeñas empresas, ya sea como propietario o como empleado.

Un armero con un conocimiento completo de la materia tendrá habilidades en mecánica, metalurgia, carpintería y artesanía en general. Tiene que saber matemáticas prácticas, balística y química. tiene que ser capaz de trabajar con exactitud y precisión. Las personas que trabajan en una pequeña tienda de armas tienen que conocer y cumplir la legislación y también tienen que tener habilidades comerciales para el negocio y trabajar con eficacia con una amplia gamma de clientes. 
Debido a la magnitud del campo que hay que dominar, muchos distribuidores se especializan en solo algunas de las habilidades requeridas. Por otro lado, algunos comerciantes aprenden muchas de estas habilidades, pero se dedican solo a un pequeño número de tipo de arma (solo pistolas, escopetas de caza, o por ejemplo, solo en armas Winchester modelo 94 de antes de 1964, ).

## Historia
El primitivo oficio de armero ha ido evolucionando a lo largo de la historia junto con la evolución del armamento por necesidad en las guerras. Los ingenieros militares asirios, los inventores macedonios de armamento y los constructores romanos de fortificaciones fueron algunas de estas personas en sus épocas. Esta tecnología hizo cambiar la forma de ver la guerra desde un principio.

### Antes de la invención de la pólvora
- Dejando de banda las épocas anteriores, el Neolítico es un periodo muy interesante en cuanto a los armeros. Hay documentos diversos que indican la especialización en cuanto a la fabricación de armas y herramientas de piedra pulcra. En las tierras altas de Papúa-Nueva Guinea todavía hay artesanos que fabrican hachas de piedra pulcra. Hasta la Segunda Guerra Mundial había en la región una verdadera Edad de Piedra. Actualmente las hachas de piedra se venden a los turistas.[1][2]
- Edad del Bronce. Los que hacían espadas, lanzas y corazas eran especialistas. Las herramientas y armas de bronce se fabricaban por colada en moldes. Y la dureza se obtenía por tratamiento térmico (calentando las piezas acabadas!!) y por trabajo en frío.

Un caso interesante es lo del padre del orador Demòstenes, fabricando de espadas. Que legó una fortuna de 14 talentos.
- Edad del Hierro. En relación con las armas hay dos aspectos importantes. El primer aspecto a considerar es la propia fabricación del hierro y del acero. El segundo aspecto es el perfeccionamiento de las técnicas de forjado y del campechano.

El temple del acero es muy diferente que el del bronce. Para trempar una pieza de acero se calienta y se enfría de golpe (en agua, almorra, óleo,...).
Una pieza de acero muy campechana permite fabricar espadas largas o arcos de ballesta de grandes prestaciones.
- Los ibers dominaban, más que los romanos, la fabricación de hierro y acero ( fraguas primitivas) y la fabricación de espadas largas campechanas.
- La tradición de fabricar espadas en Cataluña continuó hasta los siglos X y XI y posteriores.

### A partir de la invención de la pólvora
La invención de la pólvora y su aplicación con fines bélicas supusieron un cambio radical en las maneras de luchar y hacer la guerra.

#### Años 1300-1350
- 1300? La Biblia Parva menciona la ballesta de trueno. De hecho la posa como ejemplo de un razonamiento religioso. Implicando un conocimiento popular de la “ballesta de trueno”. No tiene ningún sentido basar un razonamiento en un widget desconocido por parte del pueblo.
- 1300. Abu-Walid / Abu- Abdalla.[4]
- 1309. A la Crónica Estense se puede leer: “Propter magnam multitudinem Muschettarum , quas sagittabant”. En este caso “muschettarum” hace referencia a los proyectiles de las ballestas.[5]
- 1316. “Los cañones...Son mencionados antes de 1316 miedo Jorge Stella, autor oficial de una historia de Génova”.[6]
- 1331. Asedio de Alicante. Según Zurita, los sarracenos atacaban con : “grandes pelotas de hierro,  que se lanzaban o disparaban cono fuego”.[7]
- 1331. Chronicon Estense. Primera mención de “schioppo” en Italia.[8][9]
- 1334. Rinaldo de Este: “...sclopetorum te spingardarum...”.[10]
- 1338. ”Ballesta de trono de ferre”. Girona.[11]
- 1347.  Pere III pide que desde el Reino de Mallorca se le envían cuatro ballestas de trueno, pólvora y pelotas.[12]

## Cataluña
A partir del siglo XIV en Cataluña se conformó el oficio que más tarde se conoció con el nombre de pedrenyaler. Tenía como tarea fabricar pedrenyals. Entendiendo por pedrenyal cualquier arma de fuego proveída de una cerradura de pedrenyal. Sin excluir algunas armas equipadas con cerradura de rueda, ni arcabussos o mosquets.
Los pedrenyalers se dividían en tres especialidades, con los nombres de: Cañoneros, Encepadors y Panyetaires.